# 横山昊太
横山 昊太（よこやま こうた、1889年（明治22年）5月8日 - 1974年（昭和49年）7月20日）は、岡山県岡山市旭町出身のジャーナリスト、政治家。岡山新聞社長。旧姓・佐藤。

## 来歴
1889年5月8日、岡山市旭町に生まれる。佐藤武一郎の二男。1916年、横山家の養子となる。1919年、早稲田大学専門部政治経済科を卒業、同年、中国民報（現・山陽新聞）へ入社。記者として働く。岡山毎夕新聞、岡山新聞各社長をつとめた。
1921年、岡山市会議員となる。1925年、憲政会岡山支部を創設。その後、市会議長、岡山県会議員を務める。
1951年、岡山市長に当選。1955年まで1期務める。
退任後は、岡山市政顧問、三恵工業会長を歴任した。
活躍が評価され、藍綬褒章、勲三等瑞宝章が授与された。
1974年7月20日死去。享年85。

## 人物
趣味はスポーツ、運動。宗教は黒住教。

## 家族・親族
横山家
岡山市旭町、同市天瀬
- 養父・里次郎[4]

1860年 -
- 妻・正恵（養父・里次郎の養子、小松原金次郎の二女）[4]

1895年、あるいは1896年生まれ。
- 長女、長男、二男[1]